# Saio

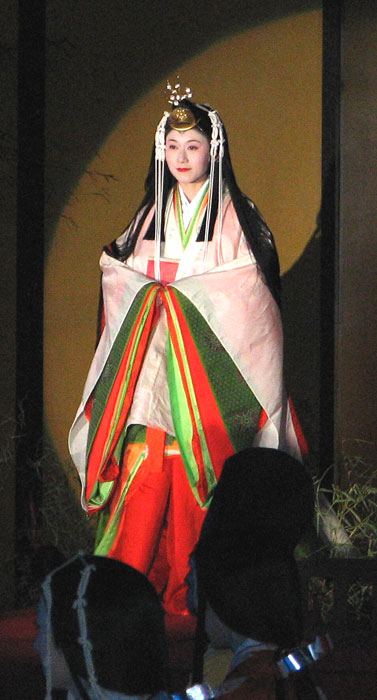
Una Saio vestida amb un kimono imperial (Jünihitoe) del Període Heian (Saio Matsuri de l'any 2006)

Una saio (斎王) era un membre femení de la família de l'emperador del Japó, la qual era enviada a Ise (ciutat japonesa) per servir com a summa sacerdotessa del Santuari d'Ise, un costum que va estar en vigor entre els segles VII i XIV dC. La residència de la saio, el Saiku (斎宮) es trobava aproximadament a 10 km al nord-oest del santuari. Les restes del palau se situen a l'actual poble de Meiwa, a la Prefectura de Mie, Japó.

## Història
Segons una llegenda japonesa d'uns dos segles d'antiguitat, la divina Yamatohime-no-mikoto, filla de l'emperador Suinin, es va dirigir a la Muntanya Miwa (a l'actual Prefectura de Nagano) cercant un lloc definitiu per portar a terme l'adoració de la deessa Amaterasu-omikami. Va viatjar durant gairebé 20 anys i finalment va decidir establir-se a Ise, a la Prefectura de Mie, on va fer construir el temple que actualment és conegut com a Santuari d'Ise. Abans de prendre aquesta decisió, l'adoració de la deessa Amaterasu es realitzava al Palau Imperial, a Yamato. Segons l'escrit Man'yoshu, la primera Saio en portar a terme el seu servei a Ise va ser la Princesa Oku (filla de l'Emperador Tenmu) durant el Període Asuka.
No és clar quan va finalitzar el sistema Saio, però el que si se sap es que es va produir durant la crisi del Període Nambokucho, quan les dues corts imperials es trobaven en guerra, a Kyoto i Yoshino. El sistema Saio s'havia trobat en constant decadència des de l'inici del període, fins al punt de què Saiku va quedar com un ximple llogaret rural dedicat al cultiu de l'arròs després de la caiguda del sistema. Tot i que la zona del Saiku es va mantenir, no era del tot clar el lloc on es trobava l'antiga residència imperial fins que l'any 1970 van ser descobertes unes restes de ceràmica durant la construcció d'uns habitatges a l'àrea de Saiku, actual ciutat de Meiwa. Es va construir un museu modern al lloc on es van descobrir les primeres troballes arqueològiques i on es van iniciar les excavacions, les quals encara continuen amb l'ajut de voluntaris i estudiants procedents de tot el Japó.

## Rituals

### El paper de les Saiō
El rol que portava a terme la Saio era el de servir com a Gran Sacerdotessa al Santuari d'Ise, representant a l'Emperador, a partir de la tradició iniciada per la princesa Yamatohime-no-mikoto. Es portaven a terme tres rituals anuals al temple, durant els quals la Saio pregava per la pau i la protecció. Durant els mesos de juny i novembre de cada any, la Saio viatjava al santuari per portar a terme el Festival Tsukinamisai. Al setembre, celebrava el Festival Kannamesai, amb la finalitat de fer ofrenes als déus en agraïment per la bona collita. Durant la resta de l'any, la Saio residia al Saiku, una vila-palau amb uns 500 servents. La vida en el Saiku solia ser pacífica. La Saio podia passar molt de temps escrivint estrofes en tanka, col·leccionant ostres de la platja d'Oyodo i navegar, o bé esperar a ser cridada per viatjar a Kyoto.

### Elecció
Quan un Emperador moria o abdicava del tron, l'antiga Saio era cridada a Kyoto i una nova Saio era seleccionada d'entre les princeses solteres de la família del nou Emperador amb l'endevinació per mitjà d'una closca de tortuga cremada o ossos de cérvol. La nova Saio s'havia de sotmetre a un període de purificació abans de sortir amb el seu seguici de fins a 500 persones cap a Saiku, per no tornar a la capital fins que no fos cridada pel pròxim emperador. En cas de mort o abdicació d'un emperador, la Saio del moment i el seu seguici tornaven a Kyoto per continuar amb la seva vida com a membre de la Cort Imperial. Sovint, aquestes eren molt joves quan deixaven Kyoto per viatjar cap a Saiku, i quan tornaven a la capital eren adolescents o joves. Es considerava un gran honor casar-se amb una antiga Saio, i el seu període de servei a Saiku solia millorar la seva pròpia posició a la cort imperial i la de la resta de persones al seu servei.

### El viatge a Saiku
Durant molt de temps, el viatge de la Saio des de Kyoto fins a Saiku va ser la processó més gran del seu tipus al Japó. Més de 500 persones partien des de Kyoto com a part de la comitiva per un viatge de 6 dies i 6 nits. Des de la capital viatjaven cap a l'Est, passant pel Pas de Suzuka, que sens dubte era la part més difícil del trajecte. Una vegada passat el Pas, la comitiva descendia per la regió del sud-est i cap al sud, arribant finalment al Riu Kushida. Aquí la Saio s'aturava per portar a terme el ritual de purificació final abans de travessar el riu i recórrer la curta distància que quedava per arribar a Saiku.

## Llista
| Període   | Saio              | Any de naixement/ defunció | Anomenada per     |
| --------- | ----------------- | -------------------------- | ----------------- |
| 673 - 686 | Princesa Oku      | 661 - 701                  | Emperador Tenmu   |
| 698 - 701 | Princesa Taki     | ? - 751                    | Emperador Mommu   |
| 701 - 706 | Princesa Izumi    | ? - 734                    | Emperador Mommu   |
| 706 - 707 | Princesa Takata   | ? - 728                    | Emperador Mommu   |
| 715 - 721 | Princesa Kuse     |                            | Emperadriu Gensho |
| 721 - 730 | Princesa Inoe     | 717 - 775                  | Emperador Shomu   |
| 744 - 749 | Princesa Agata    |                            | Emperador Shomu   |
| 749 - 756 | Princesa Oyake    |                            | Emperadriu Koken  |
| 758 - 764 | Princesa Yamao    |                            | Emperador Junnin  |
| 772 - 775 | Princesa Sakahito | 754 - 829                  | Emperador Konin   |
| 775 - 781 | Princesa Kiyoniwa |                            | Emperador Konin   |
| 782 - 796 | Princesa Asahara  | 779 - 817                  | Emperador Kammu   |
| 796 - 806 | Princesa Fuse     | ? - 812                    | Emperador Kammu   |
| 806 - 809 | Princesa Ohara    | ? - 863                    | Emperador Heizei  |
| 809 - 823 | Princesa Yoshiko  | ? - 889                    | Emperador Saga    |
| 823 - 827 | Princesa Ujiko    |                            | Emperador Junna   |
| 828 - 833 | Princesa Yoshiko  |                            | Emperador Nimmyo  |
| 833 - 850 | Princesa Hisako   |                            | Emperador Nimmyo  |
| 850 - 858 | Princesa Yasuko   |                            | Emperador Montoku |
|           |                   |                            |                   |